# Горное (Краснодарский край)
Го́рное (ранее Куньша) — село в Лабинском районе Краснодарского края России. Входит в состав Ахметовского сельского поселения.

## География
Село расположено на юге Лабинского района, у слияния рек Гарнуха и Куньша.

## История
В 1963 году указом Президиума Верховного Совета РСФСР хутор Куньша переименован в село Горное Лабинского сельского района.

## Население
| 2002 | 2010 |
| ---- | ---- |
| 235  | ↘136 |

## Улицы
- ул. Заречная,
- ул. Клубная,
- ул. Лесная,
- ул. Лесхозная,
- ул. Набережная,
- ул. Подгорная,
- ул. Садовая,
- ул. Советская.